# Rolf Schulz (Autor)
Rolf Schulz (* 5. November 1921 in Gera; † 12. September 2017 in Kassel) war ein deutscher Schriftsteller, Journalist, Drehbuchautor und Dramatiker.

## Leben
Rolf Schulz war der Sohn des Schriftsetzers Max Schulz und dessen Ehefrau Agnes, geb. Scheffel. Er besuchte die Volksschule in Gera und ließ sich anschließend zum Industriekaufmann ausbilden. Nach Kriegsteilnahme und russischer Gefangenschaft nahm er ein Studium an der Werbefachschule in West-Berlin auf und begann, neben seiner Tätigkeit in der Werbebranche, journalistische Texte und Unterhaltungsliteratur zu verfassen.
Seit Anfang der 60er Jahre war er in der Film- und Fernsehbranche hauptberuflich als Drehbuchautor tätig. Zunächst arbeitete er eng mit der Filmproduktion von Artur Brauner zusammen. Besonders erfolgreich gestaltete sich die Zusammenarbeit mit der Berliner Werbefunk GmbH und deren Produktionschef Hans Bodo von Dincklage. Über 250 Halbstundenfilme, darunter so beliebte Serien wie Die Koblanks, Drüben bei Lehmanns oder Café Wernicke, entstammten seiner Feder. Rolf Schulz schrieb auch das Drehbuch zu der 26 Folgen umfassenden, äußerst populären Serie Landarzt Dr. Brock mit Rudolf Prack in der Titelrolle. Sie war die erste Arztserie im Deutschen Fernsehen und gilt daher als Vorläufer für dieses bis heute erfolgreiche Filmgenre.
Für sein Drehbuch Laubenkolonie erhielt er bei einem Wettbewerb des ZDF den 1. Preis. Es wurde 1968 unter der Regie von Heribert Wenk mit Paul Dahlke und Gustav Fröhlich in den Hauptrollen verfilmt.
Darüber hinaus entwickelte er in Zusammenarbeit mit dem Regisseur Herbert Ballmann und der Berliner Chamier-Film GmbH in den 1970er Jahren für den SFB eine Fernsehserie mit dem Titel Zu Gast in unserem Land, welche die Probleme und Integrationsschwierigkeiten der Gastarbeiter in Deutschland thematisierte.
Rolf Schulz schrieb zudem unter dem Pseudonym Hans Herzog Theaterstücke in niederdeutscher Sprache, die unter anderem im Ohnsorg-Theater mit großem Erfolg zur Aufführung kamen.
1981 zog sich Rolf Schulz ins Privatleben zurück.

## Filmografie

### Spielfilme
- 1963: Verführung am Meer
- 1964: Der Schut
- 1967: Dynamit in grüner Seide
- 1968: Laubenkolonie
- 1969: Jerry Cotton – Todesschüsse am Broadway
- 1971: Sonne, Sylt und kesse Krabben

### Fernsehserien
- 1966: Pater Brown
- 1971: Drüben bei Lehmanns
- 1973: Zu Gast in unserem Land
- 1975: Kommissariat IX
- 1976: Die Buschspringer
- 1978: Café Wernicke
- 1979: Die Koblanks
- 1979: Die Protokolle des Herrn M.
- 1980: Aus der Franzosenzeit
- 1981: Geschichten aus der Heimat
- 1981: Erben will gelernt sein
- 1981: Kintopp Kintopp

### Bühnenwerke
- 1974: Michel un Micaela
- 1976: Atschüß, Tante Emma!
- 1982: Mamsell Betty

## Druckwerke
- Landarzt Dr. Brock. Der Roman nach der bekannten Fernsehserie. Goldmann Verlag, München 1975.